# Lasioserica
Lasioserica (лат.) — род пластинчатоусых жуков из подсемейства хрущей (Scarabaeidae). Около 60 видов.

## Распространение
Встречаются, в основном в Ориентальной области. Lasioserica населяет Гималаи (где многие виды эндемики), а также горы южных и юго-западных провинций Китая (Юньнань и Сычуань) и Индокитай. В Гималаях она достигает своего самого западного местонахождения в Пенджабских Гималаях с L. maculata maculata Brenske, 1896.

## Описание
Пластинчатоусые жуки мелкого и среднего размера. Передние голени с 2 зубцами. Заднее бедро с зубчатым гребнем на переднем крае. Булава усиков самок 3-члениковая, а у самцов состоит из 4 члеников. Гипомерон килеватый. Задние голени рядом с дорсальным краем с зубчатой продольной линией или килем. Форма удлиненно-овальная; цвет темно- до красновато-коричневого, отчасти зеленовато-блестящий, густо матовый, за исключением блестящей передней части головы. Антенна 10-сегментная.

## Систематика
Известно около 60 видов. Lasioserica был впервые описан в 1896 году немецким энтомологом Ernst Brenske (1845—1904). Род входит в состав трибы Sericini из подсемейства хрущей (Scarabaeidae). Род отличается от других близких родов строением надкрылий и гипомерона.
- Lasioserica andreasi Fabrizi & Ahrens, 2020[9]
- Lasioserica assamicola Ahrens, 2004[3]
- Lasioserica beibengana Liu & Ahrens, 2014[10]
- Lasioserica bipilosa Ahrens, 1999[11]
- Lasioserica bispinosa Ahrens & Fabrizi, 2009[12]
- Lasioserica bomansi Ahrens, 2000[2]
- Lasioserica braeti Brenske, 1896
- Lasioserica breviclypeata Ahrens, 1999[8]
- Lasioserica brevipilosa Moser, 1919
- Lasioserica bumthangana Ahrens, 1999
- Lasioserica chitreana Ahrens, 1999
- Lasioserica dekensis  Ahrens, 1999
- Lasioserica dolakhana  Ahrens, 2004
- Lasioserica dolangsae  Ahrens, 2004
- Lasioserica dragon  Miyake & Yamaya, 2001
- Lasioserica eusegregata Ahrens, 1996[13]
- Lasioserica godavariensis  Ahrens, 1999
- Lasioserica guangxiana  Liu & Ahrens, 2017
- Lasioserica hamifer  Ahrens & Fabrizi, 2011
- Lasioserica ilamensis  Ahrens, 2000[2]
- Lasioserica immatura  Ahrens, 2005
- Lasioserica imminuta  Ahrens & Fabrizi, 2011
- Lasioserica insularis  Brenske, 1899
- Lasioserica itohi  Ahrens, 2002
- Lasioserica kuatunica  Ahrens, 1996
- Lasioserica kubani  Ahrens, 2000[2]
- Lasioserica kulbei  Ahrens, 1999
- Lasioserica latens  Ahrens, 2005
- Lasioserica latesquamata  Ahrens, 1996[13]
- Lasioserica maculata  (Brenske, 1894)
- Lasioserica meghalayana  Ahrens, 1999
- Lasioserica modikholae  Ahrens, 1996[13]
- Lasioserica nenya  Ahrens, 1996
- Lasioserica nepalensis  Ahrens, 1996
- Lasioserica nobilis  (Brenske, 1894)
- Lasioserica nudosa  Ahrens, 1996[13]
- Lasioserica oblita  Ahrens, 1996
- Lasioserica orlovi  Ahrens, 2004
- Lasioserica pacholatkoi  Ahrens, 2000[2]
- Lasioserica petri  Ahrens, 2000[2]
- Lasioserica pilosa  Moser, 1919
- Lasioserica pilosella  (Brenske, 1894)
- Lasioserica piloselloida  Ahrens, 1999
- Lasioserica pseudopilosella  Ahrens, 1996[13]
- Lasioserica pudens  Ahrens, 2005
- Lasioserica sabatinellii  Ahrens, 1996
- Lasioserica sausai  Ahrens, 2000[2]
- Lasioserica sikkimensis  Ahrens, 1996
- Lasioserica silkae  Ahrens, 1996[13]
- Lasioserica smithi  Ahrens, 2005
- Lasioserica soror  Ahrens, 2004
- Lasioserica tenera  (Arrow, 1946)
- Lasioserica thoracica  Brenske, 1898
- Lasioserica tricuspis  Ahrens, 2000[2]
- Lasioserica tuberculiventris  Moser, 1915
- Lasioserica turaensis  Ahrens, 2000[2]
- Lasioserica verschraegheni  Ahrens & Fabrizi, 2016
- Lasioserica victoriana  Ahrens, 1996[13]
- Lasioserica wittmeri  Ahrens, 1999[8]